# Justin Cobbs
Justin Cobbs (* 16. März 1991 in Los Angeles, Kalifornien) ist ein US-amerikanischer Basketballspieler, der auf der Position des Point Guards spielt. Nach dem Studium in seiner Heimat spielt Cobbs seit 2014 als Profi in Europa und dabei neben Stationen in Lettland und der Türkei bereits für die beiden deutschen Erstligisten Skyliners Frankfurt und Bayern München. Während er mit den Frankfurtern Vierter im internationalen Vereinswettbewerb EuroChallenge 2014/15 wurde, verlor er mit den Bayern das Finale im nationalen Beko BBL-Pokal 2016. Zur Saison 2016/17 wechselte Cobbs in die höchste französische Spielklasse LNB Pro A an den Ärmelkanal zu BCM Gravelines.

## Karriere

### College
Justin Cobbs besuchte die Bishop Montgomery Highschool in Torrance und konnte sich als Basketballspieler der Schulmannschaft für ein Stipendium an der University of Minnesota empfehlen. Dort spielte er ab 2009 als Freshman für die Hochschulmannschaft Golden Gophers in der Big Ten Conference der NCAA. Hier war er jedoch unzufrieden mit seinen Spielanteilen. Nach der Auftaktniederlage im landesweiten NCAA-Endrundenturnier gegen die Musketeers der Xavier University (Cincinnati), bei denen unter anderem die späteren Bundesligaspieler Jamel McLean und Kenny Frease aktiv waren, wechselte Cobbs daher 2010 zurück in seine kalifornische Heimat an die University of California, Berkeley, die jedoch an der San Francisco Bay liegt. Nach den Regularien der NCAA musste Cobbs nach dem Hochschulwechsel von Meisterschaftsspielen aussetzen, bevor er für die Hochschulmannschaft Golden Bears in der Pacific-12 Conference (Pac-12) aktiv wurde.
Unter Trainer Mike Montgomery, der die Golden Bears zuvor 2010 nach 50 Jahren erstmals wieder zur besten Hauptrundenbilanz der Conference geführt hatte, reichte es für Cobbs mit der Mannschaft zu zwei NCAA-Endrundenteilnahmen. 2012 verlor man zum Auftakt im First Four gegen die Bulls der University of South Florida, während sich die Mannschaft ein Jahr später nach überraschendem Auftaktsieg gegen die UNLV Runnin’ Rebels sich dem späteren Final-Four-Teilnehmer Syracuse Orangemen geschlagen geben musste. In Cobbs’ letzter NCAA-Saison verpassten die Golden Bears knapp die Teilnahme an der landesweiten NCAA-Endrunde, obwohl Cobbs als „Senior“ individuell unter die zehn besten Spieler der Pac-12 gewählt wurde, und spielten in der Postseason stattdessen im National Invitation Tournament 2014. Hier scheiterten die Golden Bears knapp am Einzug in das Final Four und verloren im Viertelfinale gegen die Mustangs der Southern Methodist University, die später das Finale gegen Cobbs’ ehemalige Mannschaft Minnesota Golden Gophers verloren. Cobbs selbst hatte individuell in seinem letzten Jahr am College in durchschnittlich 34 Minuten Einsatzzeit pro Spiel knapp 16 Punkte und 6 Assists erzielt, die für seine Auszeichnung in der Pac-12 reichten.

### Europa
Nach dem Ende seiner Studienzeit versuchte sich Cobbs über Trainingslager in sogenannten „Workouts“ für Klubs der am höchsten dotierten Profiliga NBA zu empfehlen. Neben den Golden State Warriors aus der Bay Area, in der Cobbs vier Jahre lang studiert hatte, spielte er in der NBA Summer League für die Memphis Grizzlies. Es gelang ihm aber weder in der NBA-Draft 2014 von einem Klub ausgewählt zu werden noch eine weitergehende Verpflichtung zur Saison nach der Summer League, nachdem er schlussendlich auch eine Woche vor Saisonbeginn der NBA zusammen mit Brian Qvale aus dem Kader der Charlotte Hornets gestrichen wurde. So wechselte Cobbs nach Europa, wo die Saison bereits begonnen hatte und spielte in Lettland für den Vizemeister BK VEF Rīga, nachdem er im August bereits für den ständigen Euroleague-Teilnehmer Laboral Kutxa in Spanien in der Saisonvorbereitung vorgespielt hatte. Die Mannschaft des lettischen Vereins war schwach insbesondere in den internationalen Vereinswettbewerben Eurocup 2014/15 und VTB United League 2014/15 gestartet. Cobbs wusste hier als Rookie bei den Profis zunächst nicht zu überzeugen und so wurde dieser Vertrag in Riga nach knapp vier Wochen bereits wieder beendet.
Stattdessen unterschrieb Cobbs Anfang Dezember 2014 einen Vertrag beim verletzungsgeplagten deutschen Erstligisten Fraport Skyliners aus Frankfurt am Main, wo er alsbald zu überzeugen wusste. Im dritten kontinental-europäischen Vereinswettbewerb EuroChallenge 2014/15 erreichte die Mannschaft das Final-Four-Turnier, bei dem man im Halbfinale dem späteren Titelgewinner JSF Nanterre unterlag. In der nationalen Meisterschaft reichte es für die ohne Cobbs schwach gestarteten Frankfurter noch zum sechsten Platz und erstmaligen Play-off-Einzug seit 2011. In der Finalrunde um die deutsche Meisterschaft unterlag die Mannschaft nach starkem Kampf dem Titelverteidiger Bayern München letztlich dann doch deutlich in vier Spielen. Nach der Summer League 2015 erneut bei den Charlotte Hornets wechselte Cobbs zum europäischen Saisonstart in die Türkiye Basketbol Ligi zu Büyükşehir Belediyespor aus Istanbul. Der Vorjahresaufsteiger konnte sich jedoch nicht verbessern und blieb beim Saisonstart im unteren Tabellendrittel hängen.
Nachdem Bayern München zum Jahresende 2015 Vasilije Micić zu KK Roter Stern Belgrad auslieh, verpflichteten der Verein Cobbs nach, der daraufhin zurück in die deutsche Basketball-Bundesliga wechselte. Nachdem die Bayern in der Vorrunde aus der Euroleague 2015/16 ausgeschieden waren, reichte es im Achtelfinale des Eurocup 2015/16 zum Weiterkommen gegen den nationalen Konkurrenten Alba Berlin. Dieser Mannschaft war man eine Woche zuvor jedoch als Gastgeber im Finale des Beko BBL-Pokal 2016 erst in den Schlusssekunden unterlegen gewesen, nachdem man zuvor im Halbfinale den deutschen Meister Brose Baskets bezwungen hatte. Im Viertelfinale des Eurocup unterlagen die Bayern schließlich auch dem späteren Titelgewinner des Wettbewerbs und weiterem Istanbuler Verein Galatasaray. In der nationalen Meisterschaft erreichten die Bayern als Hauptrundenvierter die Play-off-Halbfinalserie, in der der vormalige Vizemeister in einer Neuauflage der Vorjahres-Finalserie diesmal sehr deutlich Titelverteidiger Brose Baskets in drei Spielen unterlag.
Nachdem die Bayern einen Titelerfolg in der abgelaufenen Saison verpasst hatten, wechselte Cobbs erneut den Verein und unterschrieb einen Vertrag für die LNB Pro A 2016/17 beim französischen Erstligisten BCM Gravelines aus Dünkirchen am Ärmelkanal.

## Trivia
Justin Cobbs ist ein Cousin von Russell Westbrook.